# (37667) 1994 SZ7
(37667) 1994 SZ7 est un astéroïde de la ceinture principale d'astéroïdes découvert en 1994.

## Description
(37667) 1994 SZ7 a été découvert le 28 septembre 1994 à l'observatoire de Kitt Peak, situé dans l'Arizona (États-Unis), par le projet Spacewatch de l’université de l'Arizona.

### Caractéristiques orbitales
L'orbite de cet astéroïde est caractérisée par un demi-grand axe de 3,5 ua, un périhélie de 2,79 ua, une excentricité de 0,08 et une inclinaison de 0,22° par rapport à l'écliptique. Du fait de ces caractéristiques, à savoir un demi-grand axe compris entre 2 et 3,2 ua et un périhélie supérieur à 1,666 ua, il est classé, selon la JPL Small-Body Database, comme objet de la ceinture principale d'astéroïdes.

### Caractéristiques physiques
(37667) 1994 SZ7 a une magnitude absolue (H) de 15,3 et un albédo estimé à 0,161.